# ジョー・マッカーシー (1994年生の外野手)
ジョセフ・エドワード・マッカーシー・ジュニア（Joseph Edward McCarthy Jr.、1994年2月23日 - ）は、アメリカ合衆国・ペンシルベニア州スクラントン出身のプロ野球選手 （外野手、内野手）。左投左打。フリーエージェント(FA)。愛称は「マック」。
同じくプロ野球選手（外野手）のジェイク・マッカーシーは実弟である。

## 経歴

### プロ入りとレイズ傘下時代
2015年のMLBドラフト5巡目（全体148位）でタンパベイ・レイズに指名され、プロ入り。契約後、A-級ハドソンバレー・レネゲーズでプロデビューし、49試合に出場した。
2016年はA級ボーリンググリーン・ホットロッズでプレーし、6月にA+級シャーロット・ストーンクラブズに昇格。2チームで合計104試合に出場し打率.285、8本塁打、60打点、19盗塁を記録した。
2017年はAA級モンゴメリー・ビスケッツでプレーし、127試合に出場して打率.284、7本塁打、56打点、20盗塁を記録した。
2018年はメジャーのスプリングトレーニングに招待された。シーズンではAAA級ダーラム・ブルズでプレーした。シーズン終了後、アリゾナ・フォールリーグのピオリア・ハベリーナズでプレーした。11月20日には40人枠に登録された。

### ジャイアンツ時代
2019年7月31日にジェイコブ・ロペスとのトレードで、サンフランシスコ・ジャイアンツに移籍した。移籍後は傘下のAAA級サクラメント・リバーキャッツでプレーしたが、打率.165、1本塁打、4打点と不振だった。
2020年はジャイアンツの開幕ロースターに名を連ね、開幕戦となった7月23日のロサンゼルス・ドジャース戦でメジャーデビュー。「6番・右翼手」で先発出場し、4打数無安打だった。その後はメジャーデビュー戦も含めて4試合で10打数無安打と安打を放てないまま8月20日にDFAとなり、27日にマイナー契約となった。
2021年は年間通じて傘下のAAA級サクラメント・リバーキャッツでプレーし、74試合に出場して打率.306、15本塁打、55打点、4盗塁を記録した。オフの11月7日にFAとなった。

### オリックス時代
2022年2月7日にテキサス・レンジャーズとマイナー契約を結び、スプリングトレーニングに招待選手として参加することになった。シーズン開幕は傘下のAAA級ラウンドロック・エクスプレスで迎えたが、試合出場することなく4月20日に自由契約となった。
3日後の4月23日、開幕から22試合でチーム打率.192、54得点（いずれも12球団ワースト）と打撃陣が低迷しているNPBのオリックス・バファローズが獲得を発表した。推定年俸は9000万円で、背番号は14。7月19日の対北海道日本ハムファイターズ戦（京セラドーム大阪）で右翼5階席へ決勝2ラン本塁打を放ちお立ち台にも上がったが、体調不良や脇腹痛などで度々出場選手登録を抹消され59試合の出場に留まった。ポストシーズンでも出場機会がなく、オフの12月2日に自由契約選手公示された。
2023年1月3日にテキサス・レンジャーズとマイナー契約を結ぶも、2023年3月24日に自由契約となった。

## 選手としての特徴
長打力と粘り強い打撃が武器の外野手。守備では本職の外野に加えて一塁をこなせる。

## 詳細情報

### 年度別打撃成績
| 年 度    | 球 団      | 試 合 | 打 席 | 打 数 | 得 点 | 安 打 | 二 塁 打 | 三 塁 打 | 本 塁 打 | 塁 打 | 打 点 | 盗 塁 | 盗 塁 死 | 犠 打 | 犠 飛 | 四 球 | 敬 遠 | 死 球 | 三 振 | 併 殺 打 | 打 率 | 出 塁 率 | 長 打 率 | O P S |
| -------- | ---------- | ----- | ----- | ----- | ----- | ----- | -------- | -------- | -------- | ----- | ----- | ----- | -------- | ----- | ----- | ----- | ----- | ----- | ----- | -------- | ----- | -------- | -------- | ----- |
| 2020     | SF         | 4     | 10    | 10    | 0     | 0     | 0        | 0        | 0        | 0     | 0     | 0     | 0        | 0     | 0     | 0     | 0     | 0     | 5     | 0        | .000  | .000     | .000     | .000  |
| 2022     | オリックス | 59    | 212   | 178   | 17    | 40    | 7        | 1        | 4        | 61    | 19    | 0     | 0        | 0     | 1     | 26    | 0     | 7     | 58    | 2        | .225  | .344     | .343     | .687  |
| MLB：1年 | MLB：1年   | 4     | 10    | 10    | 0     | 0     | 0        | 0        | 0        | 0     | 0     | 0     | 0        | 0     | 0     | 0     | 0     | 0     | 5     | 0        | .000  | .000     | .000     | .000  |
| NPB：1年 | NPB：1年   | 59    | 212   | 178   | 17    | 40    | 7        | 1        | 4        | 61    | 19    | 0     | 0        | 0     | 1     | 26    | 0     | 7     | 58    | 2        | .225  | .344     | .343     | .687  |

- 2022年度シーズン終了時

### 年度別守備成績
| 年 度 | 球 団      | 一塁（1B） | 一塁（1B） | 一塁（1B） | 一塁（1B） | 一塁（1B） | 一塁（1B） | 外野（OF） | 外野（OF） | 外野（OF） | 外野（OF） | 外野（OF） | 外野（OF） |
| 年 度 | 球 団      | 試 合      | 刺 殺      | 補 殺      | 失 策      | 併 殺      | 守 備 率   | 試 合      | 刺 殺      | 補 殺      | 失 策      | 併 殺      | 守 備 率   |
| ----- | ---------- | ---------- | ---------- | ---------- | ---------- | ---------- | ---------- | ---------- | ---------- | ---------- | ---------- | ---------- | ---------- |
| 2020  | SF         | -          | -          | -          | -          | -          | -          | 4          | 3          | 0          | 0          | 0          | 1.000      |
| 2022  | オリックス | 30         | 214        | 11         | 1          | 20         | .996       | 10         | 13         | 0          | 0          | 0          | 1.000      |
| MLB   | MLB        | -          | -          | -          | -          | -          | -          | 4          | 3          | 0          | 0          | 0          | 1.000      |
| NPB   | NPB        | 30         | 214        | 11         | 1          | 20         | .996       | 10         | 13         | 0          | 0          | 0          | 1.000      |

- 2022年度シーズン終了時

### 記録

#### NPB
初記録
- 初出場・初先発出場：2022年5月20日、対東北楽天ゴールデンイーグルス7回戦（楽天生命パーク宮城）、5番・指名打者で先発出場
- 初打席：同上、2回表に瀧中瞭太から捕邪飛
- 初安打：2022年5月21日、対東北楽天ゴールデンイーグルス8回戦（楽天生命パーク宮城）、2回表に早川隆久から左前安打
- 初本塁打・初打点：同上、8回表に髙田萌生から右越2ラン

### 背番号
- 70（2020年）
- 14（2022年）